# Фередже
Фередже (на персийски фараджи, на узбекски параджи, на турски: фередже) е широко наметало, халат у жените мюсюлманки от Средна Азия, с което се покрива главата и част от лицето. Традиционните цветове са бяло, черно и синьо.
Фереджето в Западна Европа е популярно под името „бурка“, burqa (Арабско произн.: [ˈbʊrqʊʕ, ˈbʊrqɑʕ] или burkha, burka и burqu от на арабски: برقع burquʻ и burqa) навлязло за същия атрибут от арабски, а не от турски-персийски, както е в Източна Европа.
Яшмак (забрадка, кърпа) (от турски език yaşmak – завеса) е вид късо фередже, непокриващо цялото тяло, а само горната му част, за долната турският национален женски костюм предвижда шалвари. Задължително забрадката е върху косата и шията, принципно следва винаги да прикрива и лицето, но може да се носи и с по-малко или повече открито лице. Традиционно се състои от две части – кърпа за косата и воал (т.нар. „завеса“) за лицето, има обичай последната да се прикача с халка за носа, но може да бъде и само кърпа или шал, драпирани или вързани по подходящ начин. Изработва се обикновено от коприна, муселин и други фини материи, особено завесата на лицето, но може да е и от памучна или друга по-груба тъкан.
Използва се изразът забулена с фередже.

## Административни ограничения срещу носенето на фередже
Вж. основната статия за хиджаб.